# Palau de la Música Catalana
Der Palau de la Música Catalana (katalanisch für „Palast der katalanischen Musik“) ist ein Konzertsaal in Barcelona. Er wurde vom katalanischen Architekten Lluís Domènech i Montaner, einem der wichtigsten Repräsentanten des Modernisme, geplant und entworfen. Der Bau dauerte von 1905 bis 1908. Finanziert wurde er von katalanischen Textilindustriellen und Musikliebhabern – wie 60 Jahre zuvor schon das Gran Teatre del Liceu für Oper und Ballett. Unter anderem Alban Bergs Violinkonzert wurde hier 1936 uraufgeführt.

## Geschichte
Das Gebäude war ursprünglich als Sitz des katalanischen Volkschors Orfeó Català gedacht – eine Funktion, die es bis heute erfüllt. Deshalb war die Akustik des Konzertsaals auch ausschließlich auf ein optimales Klangbild für Chormusik ausgerichtet. Da mittlerweile auch klassische Instrumental- und sogar Pop- und Rockkonzerte im Palau stattfinden, musste an der Akustik des Saals gefeilt werden. Eine der dafür herangezogenen Maßnahmen war es, die originale Holzbestuhlung im Parkett und auf den Rängen durch Sitze mit schallschluckender Sitzunterseite zu ersetzen.
Der Entwurf Domènechs zeichnet sich durch großes Können und Originalität aus. In seinem Äußeren mischen sich bildhauerische Elemente, die sich auf die Musik beziehen, mit Elementen der Architektur des Barock. Im Inneren bezog der Architekt auch außergewöhnliche Baumaterialien wie Keramik und Glas ein. Ein Teil der Skulpturen im Innenraum wurden von Pablo Gargallo gestaltet. Saal und Bühne bilden eine harmonische Einheit. Die Bühne wird im oberen Bereich von Orgelpfeifen beherrscht.
Der Palau de la Música Catalana wurde 1971 zum Monumento Nacional erklärt. Aus diesem Anlass wurde eine gründliche Restaurierung durchgeführt. 1983 und 2004 wurde der Bau erweitert und modernisiert. 1997 wurde der Palau de la Música Catalana zusammen mit dem Hospital de la Hospital de la Santa Creu i Sant Pau von der UNESCO zum Weltkulturerbe erklärt.

## Korruptionsskandal „Caso Palau“
Am 8. März 2017 berichten spanische Medien, dass der ehemalige Präsident des Palau de la Música Catalana, Felix Millet, vor Gericht aussagte, dass Ferrovial zur illegalen Parteifinanzierung an die Partei Convergència Democràtica de Catalunya hohe Summen spendete und im Gegenzug dafür öffentliche Bauaufträge erhielt.
Am 15. Januar 2015 wurden die Hauptverantwortlichen im Caso Palau (dt.: „Palast-Angelegenheit“) zu mehrjährigen Haftstrafen verurteilt.
So erhielt der Ex-Präsident des Palau de la Musica, Felix Millet, eine Gefängnisstrafe in Höhe von neun Jahren und acht Monaten und eine Strafe in Höhe von 4,1 Millionen Euro.
Jordi Montur, die Nummer zwei im Palau, erhielt eine Strafe von sieben Jahren und sechs Monaten und 2,9 Millionen Euro.
Gemma Montur, Tochter von Jordi Montur und Schatzmeisterin des Palau, vier Jahre und sechs Monate und 2,6 Millionen Euro.
Daniel Osàcar, der ehemalige Schatzmeister der Partei um Artur Mas und einer der Hauptverantwortlichen der Schmiergeldzahlungen an die Partei, erhielt vier Jahre und fünf Monate und eine Strafe in Höhe von 3,7 Millionen. Ihnen wird gemeinsam illegale Parteienfinanzierung und persönliche Bereicherung durch verschleierte Auftragsvergabe an Bauunternehmen vorgeworfen.
Die illegal erhaltenen Gelder in Höhe von 6,6 Millionen Euro muss die ehemalige Partei CDC komplett abgeben.

## Orgel
Die Orgel ist eine Arbeit des Orgelbauers Walcker (Opus 1353) aus Ludwigsburg aus dem Jahre 1908. Nachdem sie wegen eines Wasserschadens rund 30 Jahre nicht bespielbar war, erklingt sie seit 2003 – bei Bedarf auch computergesteuert – in neuer Pracht. Das Instrument hat 63 Register auf vier Manualen (darunter zwei Schwellwerke) und Pedal.
| I Orgue Major C–c4 |       |
| Flautat Major      | 16′   |
| Bordó Major        | 16′   |
| Flautat de Cara    | 08′   |
| Flauta Xemeneia 0  | 08′   |
| Bordó              | 08′   |
| Viola de Gamba     | 08′   |
| Salicional         | 08′   |
| Octava             | 04′   |
| Flauta Xemeneia    | 04′   |
| Dotzena            | 2 ⁄3′ |
| Quinzena           | 02′   |
| Vintena            | 1 ⁄7′ |
| Corneta III-V      | 08′   |
| Plens III          | 02′   |
| Fagot              | 16′   |
| Trompeta           | 08′   |
| Clarins            | 04′   |

| II Positiv C–c4   |       |
| Quintató          | 16′   |
| Principal         | 08′   |
| Flauta Harmònica  | 08′   |
| Corn de Camussa 0 | 08′   |
| Bordó de Fusta    | 08′   |
| Dolciana          | 08′   |
| Flauta Dolça      | 04′   |
| Octava            | 04′   |
| Flabiolets        | 02′   |
| Plens III         | 2 ⁄3′ |
| Oboè              | 08′   |
| Trèmol            |       |

| III Recitatif expressif C–c4 |       |
| Bordó Major                  | 16′   |
| Violó Principal              | 08′   |
| Viola de Gamba               | 08′   |
| Flauta de Concert            | 08′   |
| Bordó                        | 08′   |
| Quintató                     | 08′   |
| Aeolina                      | 08′   |
| Veu Celeste                  | 08′   |
| Principal                    | 04′   |
| Flauta Octaviant             | 04′   |
| Flautí                       | 04′   |
| Sesquiàltera II              | 2 ⁄3′ |
| Clarinet                     | 08′   |
| Trèmol                       |       |

| IV Echo expressif C–c4 |    |
| Corn de Nit            | 8′ |
| Bordó                  | 8′ |
| Flauta                 | 8′ |
| Viola                  | 8′ |
| Veu Angèlica           | 8′ |
| Flauta Cònica          | 4′ |
| Piccolo                | 2′ |
| Veu Humana             | 8′ |
| Trompeta Harmònica 0   | 8′ |
| Trèmol                 |    |

| Pedal C–f1      |         |
| Bordó Greu      | 32′     |
| Contrabaix      | 16′     |
| Subbaix         | 16′     |
| Baix de Violó 0 | 16′     |
| Bordó Dolç      | 16′     |
| Dotzena         | 10 2⁄3′ |
| Baix            | 08′     |
| Violoncel       | 08′     |
| Flauta          | 08′     |
| Bordó           | 08′     |
| Octava          | 04′     |
| Bombarda        | 16′     |
| Trompeta        | 08′     |

- Koppeln
  - Normalkoppeln: II/I, III/I, III/II, IV/III, I/P, II/P, III/P, IV/P
  - Superoktavkoppeln: I/I, III/I
  - Suboktavkoppeln: III/I
  - Sonderkoppel: Bassmelodiekoppel (Pedal)
- Spielhilfen:
  - Feste Kombinationen Tutti, Crescendowalze, Gewitter
  - Freie Kombination, automatisches Pianopedal II. Manual, automatisches Pianopedal III. Manual
  - Handregister ab, Walze ab, Rohrwerke ab

## Bilder

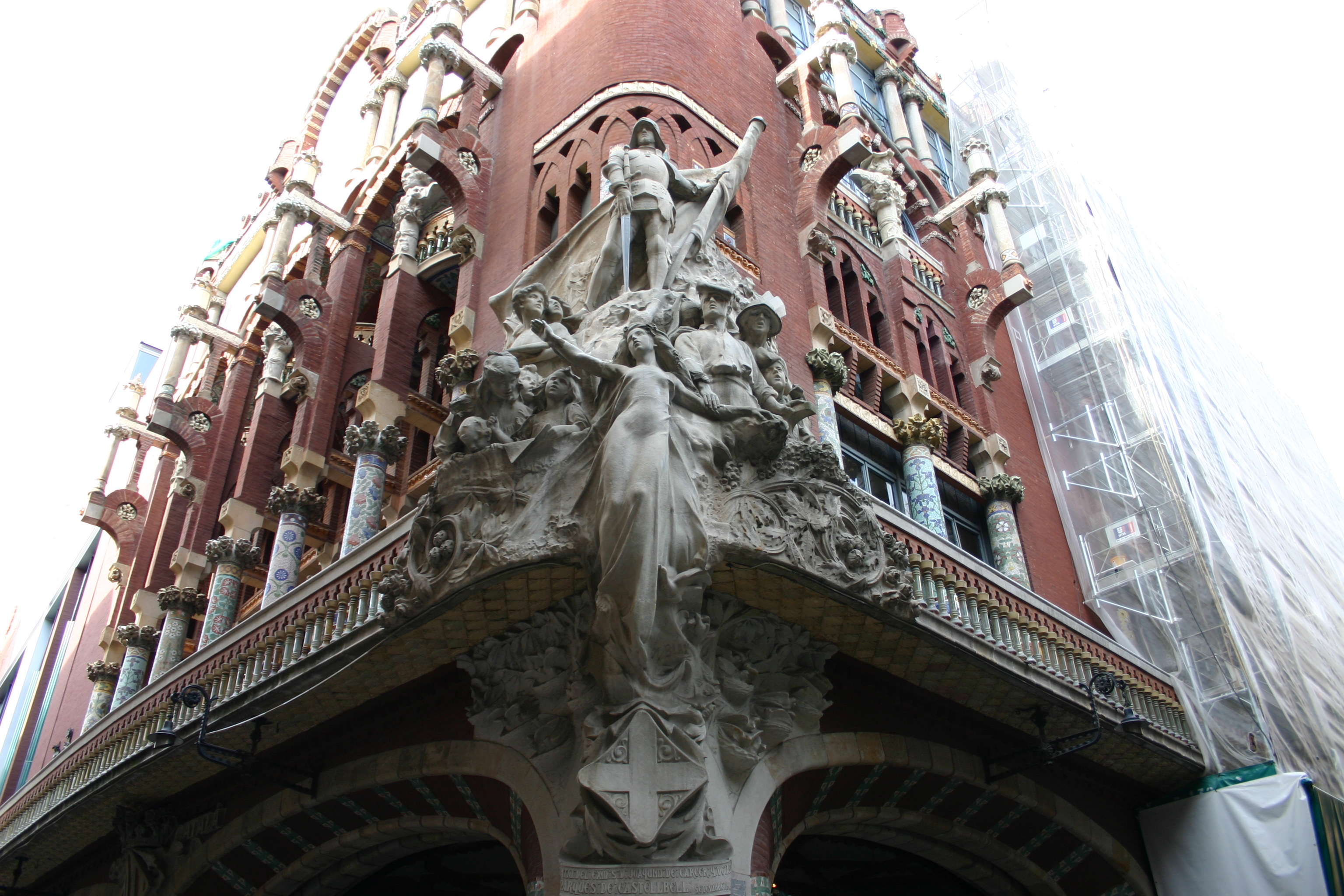
Palau de la Música Catalana.
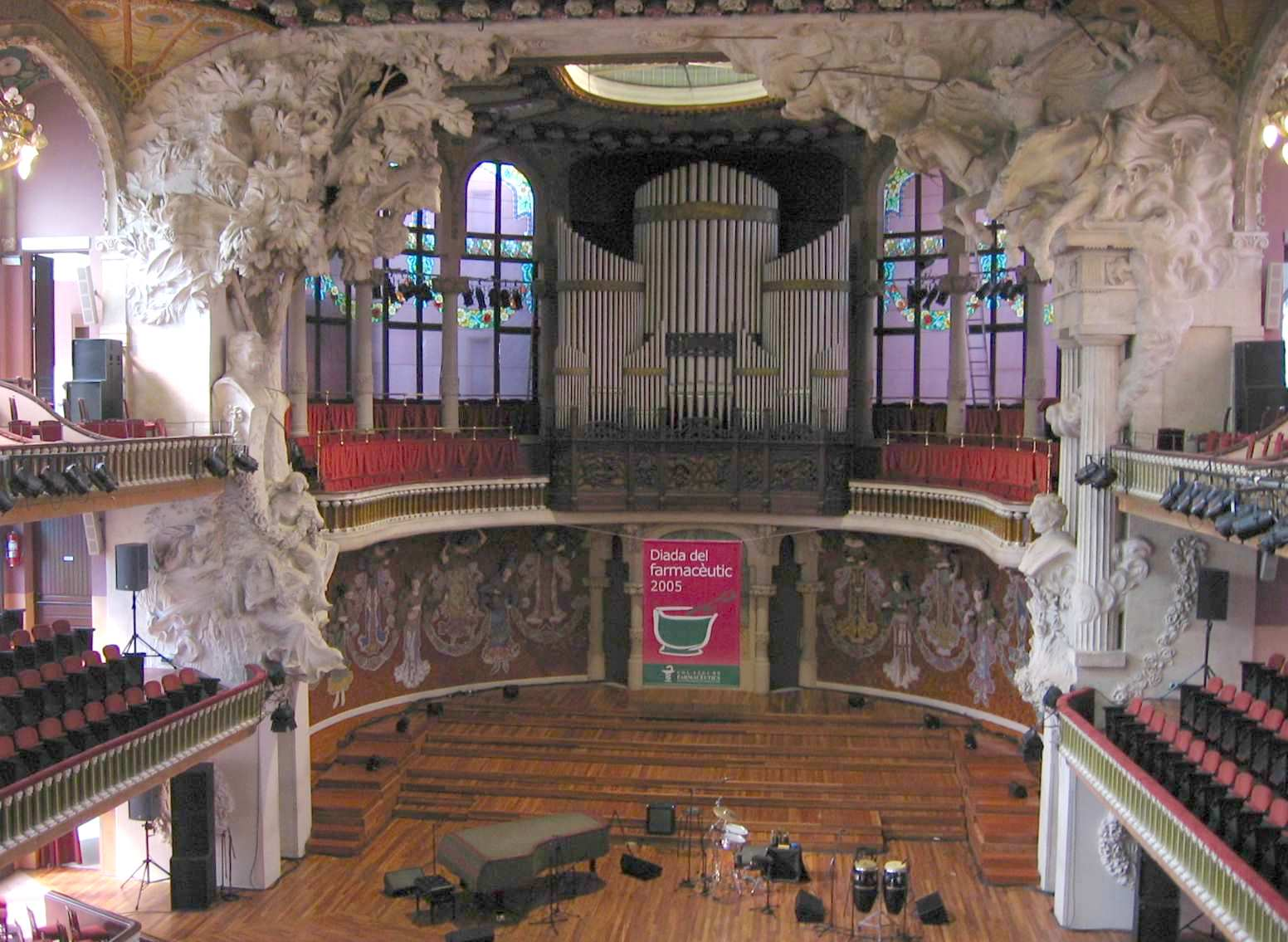
Bühne mit Orgel
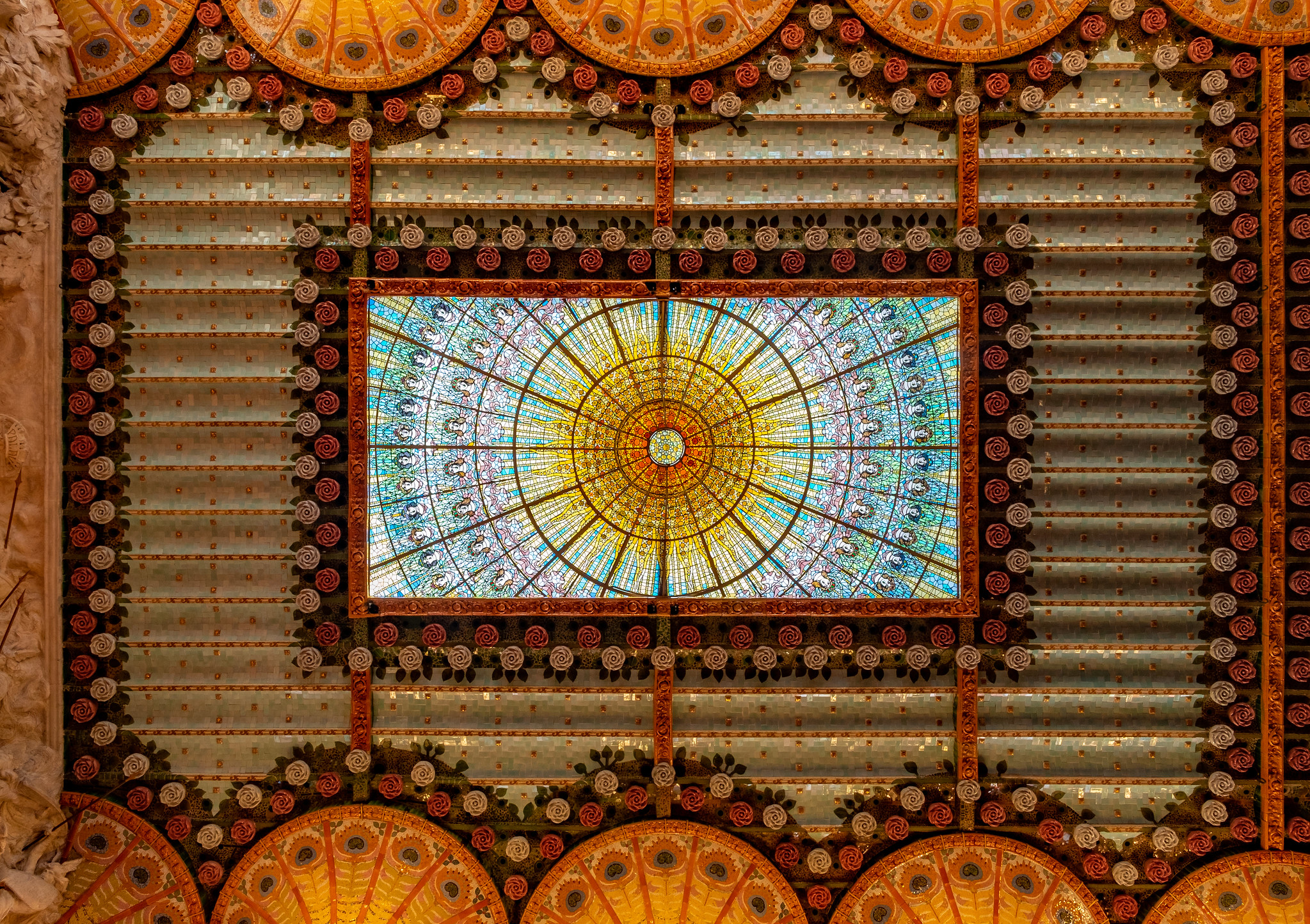
Das Buntglas-Dachlicht
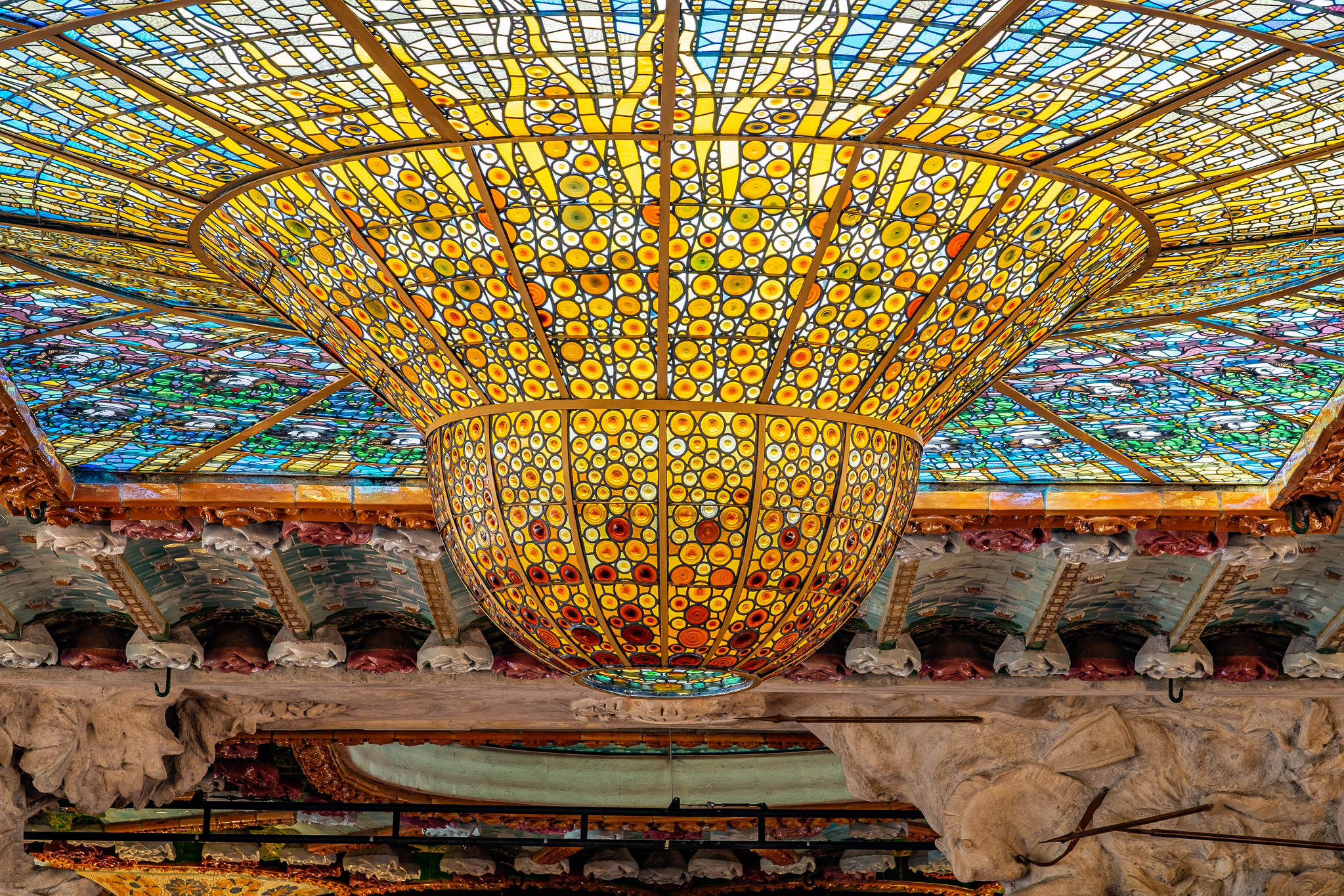
Das Buntglas-Dachlicht
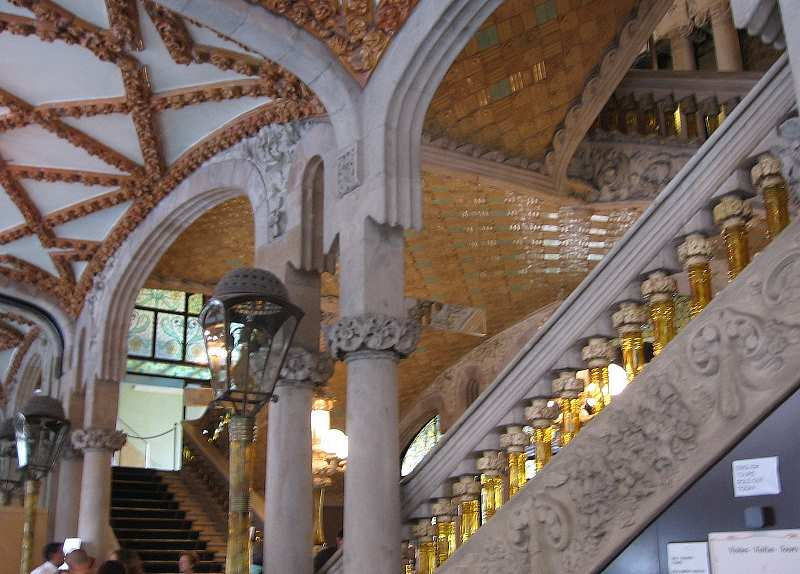
Vestibül und Treppenhaus
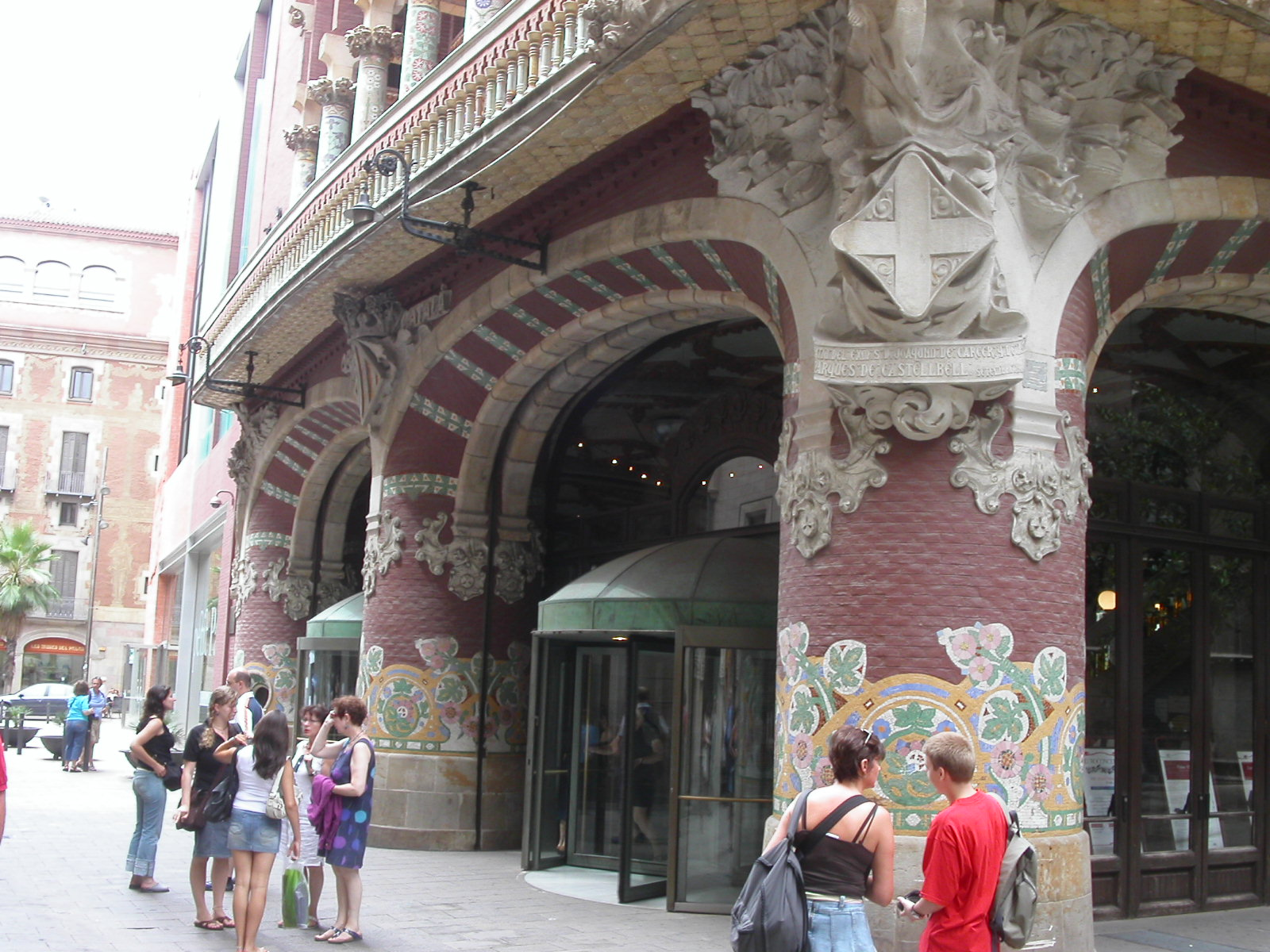
Eingang des Palau de la Música Catalana
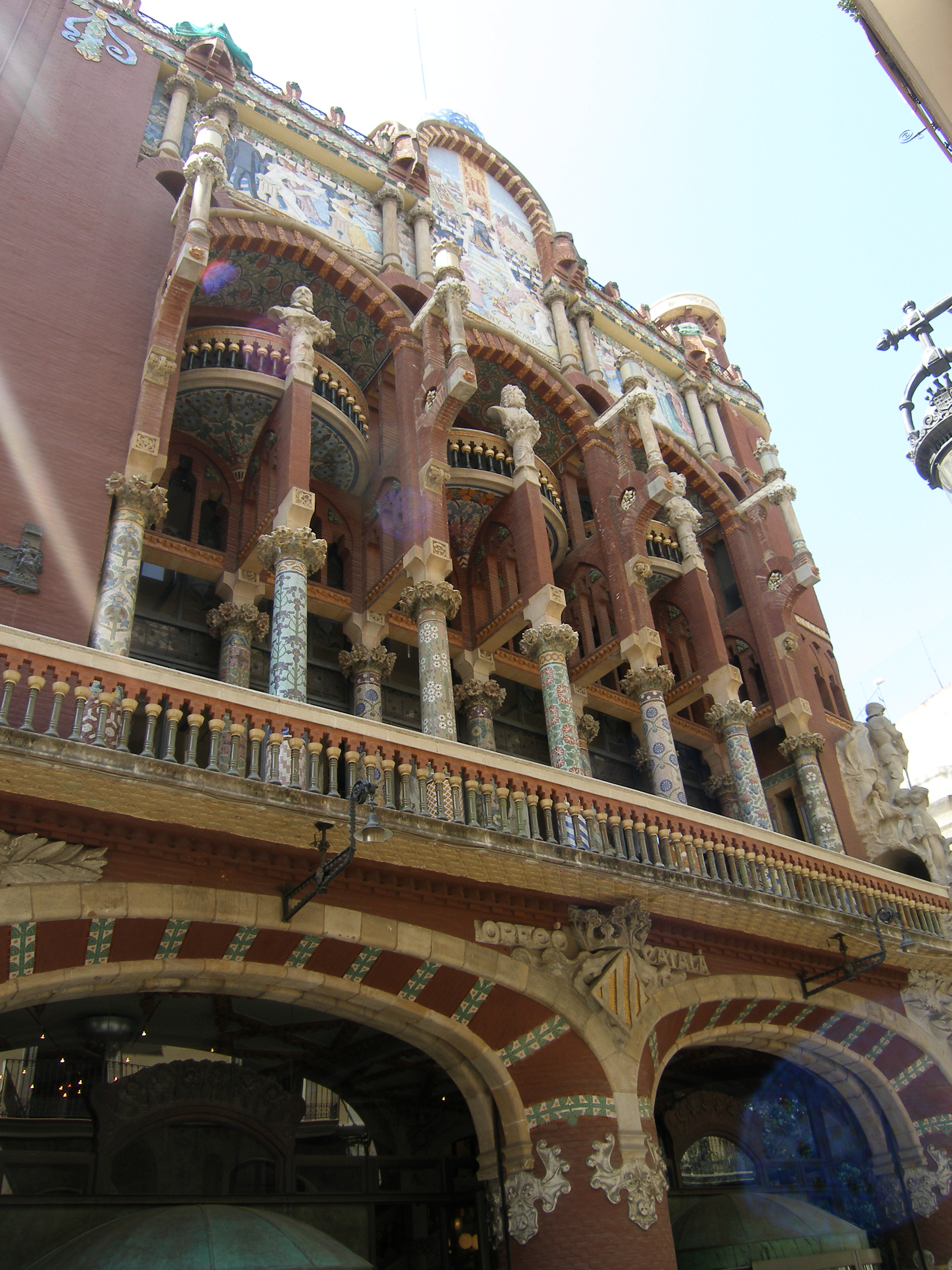
Fassade